# 日本中古艇協会
特定非営利活動法人日本中古艇協会（にほんちゅうこていきょうかい、英称：Japan Used Boat Association、略称：JUBA）は中古艇のに関する業界基盤の整備を目的として設立された特定非営利活動法人。主務官庁は国土交通省。

## 概要
中古艇の再利用を目的に1998年（平成10年）に中古艇事業推進協議会が発足。2004年（平成16年）に日本中古艇協会に改称。2006年（平成18年）に特定非営利活動法人となった。ジャパンインターナショナルボートショーや関西国際ボートショーなどにおける中古艇のPR活動、横浜中古艇フェアの開催、関西合同中古艇フェアの支援活動、中古艇評価士の育成などを行っている。

## 所在地
- 〒236-0007 神奈川県横浜市金沢区白帆4-4 ヤマハ発動機株式会社 東日本営業所　横浜店内

## 会員数
- 正会員149社（2020年5月現在）